# 6959 Mikkelkocha
6959 Mikkelkocha (1988 VD1) là một tiểu hành tinh vành đai chính được phát hiện ngày 3 tháng 11 năm 1988 bởi P. Jensen ở Brorfelde.